# Christer Nygren
Hans Christer Nygren, född 12 februari 1956 i Sundsvall, död 19 september 2024 i Sundsvall, var en svensk journalist på tidningen Dagbladet i Sundsvall och var känd för att han skrivit åtta hårdkokta deckare under 1980- och 1990-talen.
Debuten kom 1986 med Deadline. Därefter följde i tät följd Flashback (1987), Exit (1988) och Liten tid vi leva här (1989). Efter ett sex år långt uppehåll kom sedan Comeback (1995), Blue Tango (1996), Hello Dolly (1997) och den senaste, Marabou Beach (1998).  
Huvudpersonen Tommy Westfelt finns med i alla åtta böckerna.